# The Martyrdom of Thomas A Becket
Pour plus de détails, voir Fiche technique et Distribution.
The Martyrdom of Thomas A Becket (« Le Martyre de Thomas Becket ») est un film britannique réalisé par Percy Stow, sorti en 1908.
Ce film muet en noir et blanc met en scène l'assassinat en 1170 de Thomas Becket, archevêque de Cantorbéry. Le film a été tourné dans les studios de Limes Road à Croydon avec des acteurs anonymes.

## Synopsis
Au XIIe siècle, dans le royaume d'Angleterre, le roi Henri II fait assassiner Thomas Becket, l'archevêque de Cantorbéry, puis se repent de son acte.

## Fiche technique
- Titre original : The Martyrdom of Thomas A Becket
- Réalisation : Percy Stow
- Scénario : Langford Reed
- Société de production : Clarendon Film Company (en)
- Société de distribution : Clarendon Film Company
- Pays d'origine :  Royaume-Uni
- Langue : anglais
- Format : Noir et blanc – 1,33:1 – 35 mm – Muet
- Genre : drame historique
- Longueur de pellicule : 137 m
- Durée : 8 minutes
- Année : 1908
- Dates de sortie :
  -  Royaume-Uni : décembre 1908
- Autres titres connus :
  -  Royaume-Uni : The Martyrdom of Thomas à Becket